# Песня звучит печально
«Песня звучит печально» (англ. Song Sung Blue) — будущая американская музыкальная драма режиссёра Крейга Брюэра по его же сценарию. Фильм основан на одноимённом документальном фильме Грега Кохса 2008 года. Главные роли в фильме исполнили Хью Джекман, Кейт Хадсон, Майкл Империоли, Фишер Стивенс и Хадсон Хилберт Хенсли.

## Сюжет
Сюжет фильма основан на реальных событиях и рассказывает о паре музыкантов из Милуоки, которые выступают под псевдонимами «Молния и Гром» и прославились своими каверами на песни Нила Даймонда.

## В ролях
- Хью Джекман — Майк Сардин
- Кейт Хадсон — Клэр Сардин
- Майкл Империоли
- Фишер Стивенс
- Джим Белуши
- Элла Андерсон
- King Princess
- Мустафа Шакир
- Хадсон Хилберт Хенсли

## Производство
В октябре 2024 года стало известно, что студия Focus Features начала работу над музыкальным драматическим фильмом, основанном на документальном фильме 2008 года Song Sung Blue. Крейг Брюэр стал сценаристом, сопродюсером и режиссёром фильма, Хью Джекман, Кейт Хадсон, Майкл Империоли, Фишер Стивенс, Джим Белуши, Элла Андерсон, King Princess, Мустафа Шакир и Хадсон Хилберт Хенсли составили основной актёрский состав.
Основные съёмки начались 14 октября 2024 года.
Премьера фильма запланирована на 25 декабря 2025 года.